# Selva montana de África oriental
La selva montana de África oriental es una ecorregión de la ecozona afrotropical, definida por WWF, que se encuentra en varias cadenas montañosas aisladas del sur de Sudán del Sur, en Kenia, Uganda y el norte de Tanzania.

## Descripción
Es una ecorregión de selva lluviosa que ocupa 65.500 kilómetros cuadrados distribuidos a lo largo del Gran Valle del Rift en más de veinticinco enclaves aislados de selva montana de diferentes tamaños, desde los 23.700 kilómetros cuadrados del mayor hasta los 113 del menor, en altitudes comprendidas entre los 1.000 y los 3.500 m s. n. m.
La ecorregión abarca desde el monte Kinyeti en los montes Imatong en el sur de Sudán del Sur, pasando por los picos Moroto y Elgon en Uganda, los Aberdares, el monte Kenia y el escarpe de Nguruman en Kenia, hasta el Kilimanjaro, el monte Meru y el Ngorongoro en Tanzania.
Comprende además varios pequeños enclaves, como el monte Kulal y el Nyiru en Kenia.

## Estado de conservación
En peligro crítico.